# Fissidens elegans
Fissidens elegans är en bladmossart som beskrevs av Bridel 1806. Fissidens elegans ingår i släktet fickmossor, och familjen Fissidentaceae. Inga underarter finns listade i Catalogue of Life.